# Helmer Tengzelius

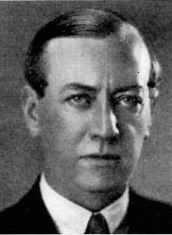
Helmer Tengzelius.

Knut Helmer Tengzelius, född 2 oktober 1887 i Ljusdals församling, Gävleborgs län, död 20 april 1944 i Söderhamns församling, Gävleborgs län, var en svensk läkare.
Tengzelius, som var son till kapten J.A. Tengzelius och Erika Hallgren, avlade studentexamen i Stockholm 1906, avlade mediko-filosofisk examen 1907 vid Uppsala universitet, blev medicine kandidat 1909 och medicine licentiat 1915 vid Karolinska Institutet i Stockholm. Han var t.f. amanuens vid Söderby sjukhus tre månader 1910–1911, underläkare vid Porla brunn 1912–1915, chefsläkare på Svenska Röda Korsets invalidtåg 1915, underläkare på Söderhamns lasarett december 1915 till oktober 1918, därunder t.f. överläkare sex månader, förste stadsläkare i Söderhamns stad augusti 1918 till juni 1930 och provinsialläkare i Söderhamns distrikt från juli 1930. 
Tengzelius blev fältläkarstipendiat i reserven 1912, bataljonsläkare där 1915, vid Fältläkarkåren 1916–1918, innehade förordnande vid Kalmar regemente 1912, vid Bohusläns och Västgöta regemente 1914 och vid Kalmar regemente 1915. Han tillhörde Söderhamns stadsfullmäktige 1923–1931.